# 遠山美枝子
遠山 美枝子（とおやま みえこ、1946年8月12日 - 1972年1月7日）は、日本の新左翼活動家、共産主義者同盟赤軍派メンバー。赤軍派最高幹部高原浩之は夫。

## 生涯
神奈川県立横浜緑ケ丘高等学校卒。明治大学法学部卒。
幼くして父を亡くした貧困から、高校卒業とともにキリンビールに勤めながら明大の夜間に通う。
大学在学中に赤軍派に参加。明治大学現代思想研究会で重信房子や上原敦男らと活動した。赤軍派では主にプロパガンダ映画の上映会などの後方支援を行っていた。
1971年2月には「国際根拠地論」に基づいて、パレスチナに赤軍派の海外基地を作るために日本を出国する重信を羽田空港で見送る。
1972年1月7日、連合赤軍幹部の永田洋子らによって山岳ベース事件により死亡。享年25歳。
2008年に公開された映画『実録・連合赤軍 あさま山荘への道程』には、坂井真紀演じる遠山が登場する。
2024年、森恒夫や永田洋子らが、逮捕直後に遺族たちへ送っていた手紙が発見された。殺害された遠山美枝子の母、幸子（ゆきこ）が書き写し、冊子にして残していた約40通分の手紙で、同年9月にインパクト出版会から「連合赤軍 遺族への手紙」という本に収録されて出版された。

## 関連作品
- 映画『光の雨』- 演：高橋かおり（作中での役名は「高田ゆみ」）
- 映画『実録・連合赤軍 あさま山荘への道程』 - 演：坂井真紀
- 映画『止められるか、俺たちを』-演:安竜うらら
- 舞台版　『実録・あさま山荘への道程』（2017年3月9日-17日）-演:安竜うらら
- 戯曲『ウルリーケ・マリア・スチュアート』（Ulrike Maria Stuart、エルフリーデ・イェリネク、2006年）- ドイツ赤軍のウルリケ・マインホフとグドルン・エンスリンとの関係をメアリー・スチュアートとエリザベス1世の関係になぞらえて描いた戯曲。日本での上演に際し、劇作家川村毅は連合赤軍による総括「遠山問題」を加筆し、遠山と永田の対立関係を描いている。
- 漫画『レッド』(作者:山本直樹、2006-2018年) - 作中に登場する天城美江子のモデルが、遠山美枝子。